# ISCH-13 Start
Der ISCH-13 Start ist ein Pkw der russischen Ischmasch-Werke.
Auf Basis des ISCH-2125 und des Fiat 124 sollte das Fahrzeug als Sportmodell in Serie gehen. Geplant war wie beim Vorgänger die Ausführung als Liftback. Ursprünglich sollte der 13 Start als Moskwitsch-412 in Serie gehen, doch da diese Modellbaureihe bereits existierte, wurde das Modell dann als ein ISCH-Fahrzeug vermarktet.

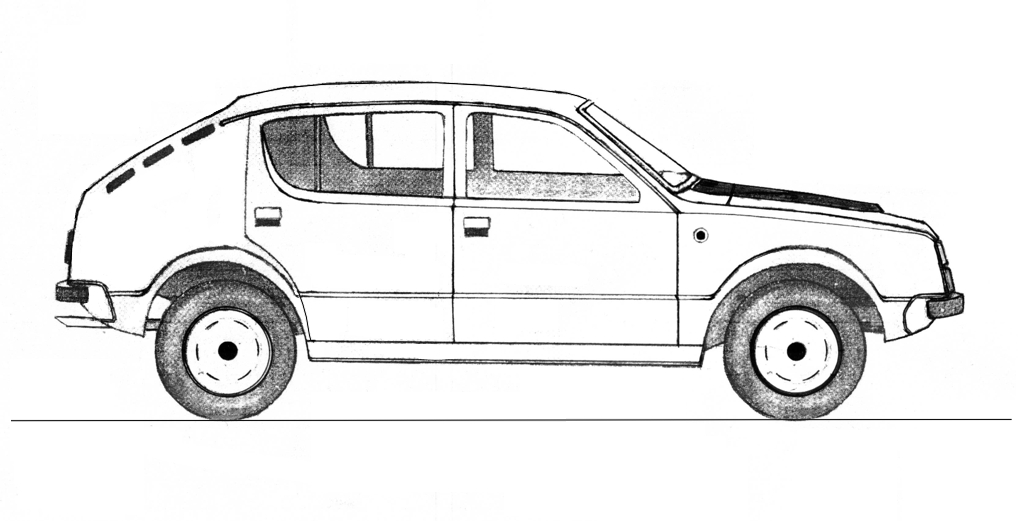
ISCH-13 Start

Konzipiert wurde das Fahrzeug 1979 schließlich mit Frontantrieb sowie mit einem 1,5-Liter-Ottomotor. Das verwendete Getriebe stammte aus dem Moskwitsch-412.
Nach der Fertigstellung des Prototyps wollten die Ischmasch-Werke das Fahrzeug bei lokalen und internationalen Rennveranstaltungen anmelden. Doch bei den Ausstellungen, auf denen das Fahrzeug präsentiert wurde, bestand kein Interesse. Auch in Zentralamerika, wo das Modell zu Demonstrationszwecken an zwei Veranstaltungen teilnahm, wurde es regelrecht ignoriert. So wurde die Idee der Massenproduktion bereits 1980 fallen gelassen. Offizieller Nachfolger wurde später der ISCH-2126 Orbita. Konkurrenten in Zentralamerika wären der Oldsmobile Toronado und das Cadillac-Eldorado-Coupé gewesen. In Europa hingegen hätte er gegen den besser motorisierten Saab 99 antreten müssen.
2007 wurde der Prototyp in Ischewsk restauriert und ist nun im Werksmuseum ausgestellt.